# Lilla Mosstjärnen
Lilla Mosstjärnen är en sjö i Årjängs kommun i Värmland och ingår i Göta älvs huvudavrinningsområde.